# 1655 az irodalomban

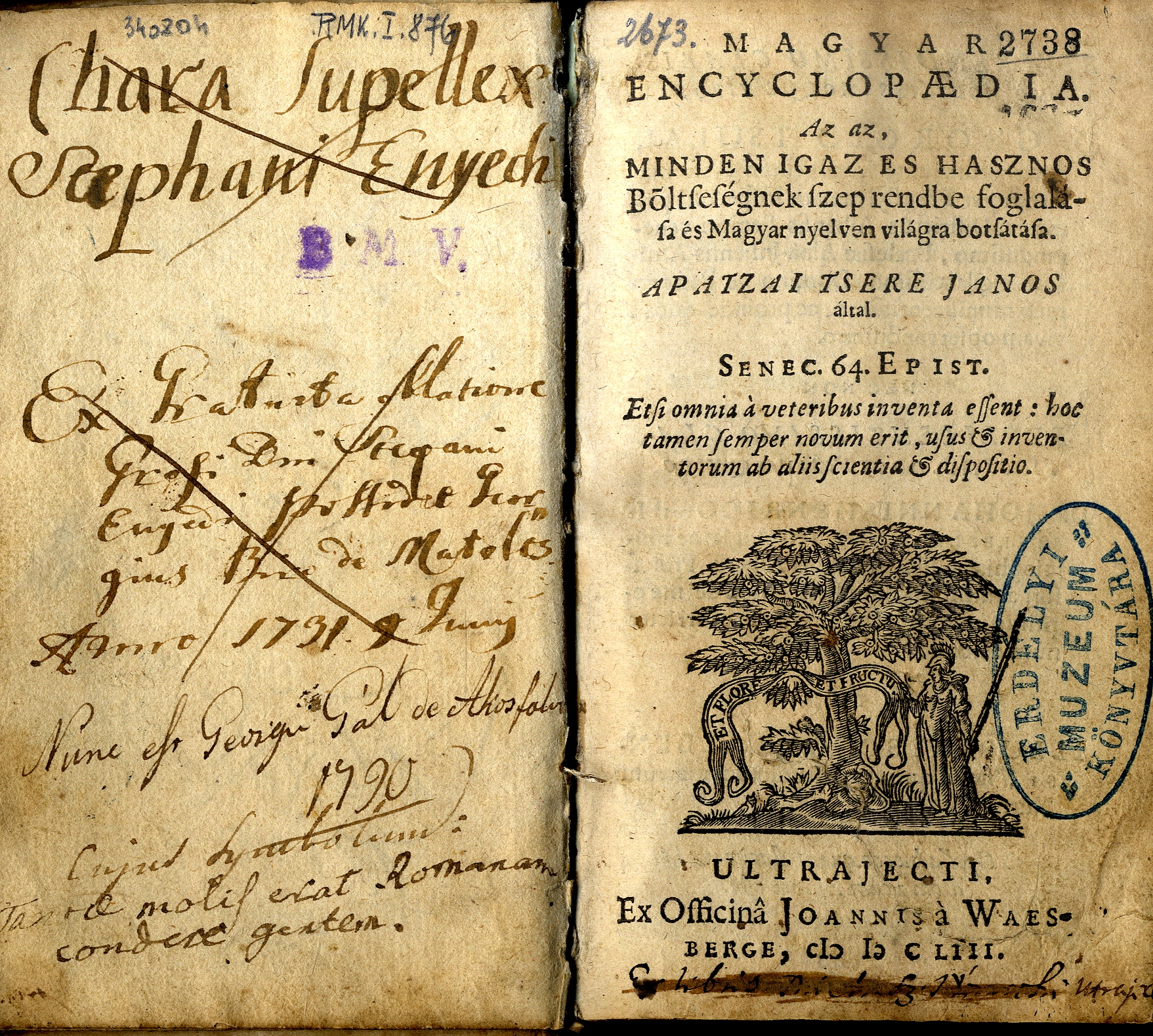
Magyar encyclopaedia, az az minden igaz es hasznos böltseségnek szep rendbe foglalása és magyar nyelven világra botsátása

Az 1655. év az irodalomban.

## Új művek
- Apáczai Csere János: Magyar encyclopaedia (Utrecht; címlapján 1653-as évszámmal).[1]

## Születések
- február 7. – Jean-François Regnard francia író, drámaíró, a Molière utáni időszak legjobb francia vígjátékírója († 1709)

## Halálozások
- február 6. – Johann Heinrich Bisterfeld evangélikus teológus, Bethlen Gábor fejedelem titkos tanácsosa és gyulafehérvári tanár, az angol puritanizmus híve (* 1605)
- július 24. – Friedrich von Logau német lírikus, epigramma-költő (* 1605)
- július 28. – Savinien de Cyrano de Bergerac francia regény- és drámaíró, Edmond Rostand híres színművének ihletője (* 1619)